# John J. Farmer
John J. Farmer (* 24. Juni 1957 in Jersey City, New Jersey) ist ein US-amerikanischer Politiker. Er war von 1999 bis 2002 Justizminister (Attorney General) und am 8. Januar 2002 für 90 Minuten Gouverneur des Bundesstaates New Jersey.

## Werdegang
John Farmer studierte bis 1979 an der Georgetown University, unter anderem Jura. Danach wurde er bei Richter Alan B. Handler, der damals dem Obersten Gerichtshof von New Jersey angehörte, angestellt. Von 1988 bis 1990 war er Angestellter einer Kanzlei in Morristown. Zwischen 1990 und 1994 war er stellvertretender Bundesstaatsanwalt für den Bezirk von New Jersey. Seit 1997 gehörte Farmer dem Beraterstab von Gouverneurin Christine Todd Whitman an. Am 15. Januar 1999 wurde er von der Gouverneurin zum neuen Generalstaatsanwalt von New Jersey ernannt. Dieses Amt ist gleichbedeutend mit dem eines Justizministers. Nach seiner Bestätigung durch den Staatssenat konnte Farmer sein neues Amt am 3. Juni desselben Jahres antreten. Dieses Amt übte er bis 2002 auch unter Gouverneur Donald DiFrancesco aus.
Am 8. Januar 2002 endete die Amtszeit von DiFrancesco, der sowohl Gouverneur als auch Senatspräsident war. Da es in New Jersey keinen Vizegouverneur gab, musste laut der Staatsverfassung der Justizminister das Amt des Gouverneurs solange übernehmen, bis der neue Senatspräsident vereidigt war. Nach etwa 90 Minuten war John Bennett als neuer Senatspräsident etabliert. Dieser übernahm dann auch das Amt des Gouverneurs. Bald darauf lief Farmers Zeit als Justizminister aus. Später wurde er Berater der Kommission, die die Terroranschläge am 11. September 2001 untersuchte. Heute ist Farmer als Partner einer Anwaltskanzlei tätig. Außerdem lehrt er an der Rutgers University Jura.